# 63 (число)
63 (шестьдесят три) — натуральное число между 62 и 64.

## В математике
- Шестое число Мерсенна ({\displaystyle 2^{6}-1})
- 263 = 9223372036854775808
- 63 — количество частично упорядоченных множеств из 5 элементов.
- Высококототиентное число
- Недостаточные числа
- Число Вудала
- Репдиджит с основанием   2 (1111112), 4 (3334), 8 (778), 20 (3320) и 62 (1162)

## В науке
- Атомный номер европия

## В других областях
- 63 год; 63 год до н. э., 1963 год
- ASCII-код символа «?»
- 63 — Код субъекта Российской Федерации и Код ГИБДД-ГАИ Самарской области.
- CN-63 — код китайской провинции Цинхай по стандарту ISO 3166-2.
- 63 иероглифический ключ Канси — «Двор» 戶 .
- 63 Федеральный закон (Федеральный закон об электронной подписи)